# Leucobryum tahitense
Leucobryum tahitense är en bladmossart som beskrevs av Johan Ångström 1873. Leucobryum tahitense ingår i släktet Leucobryum och familjen Dicranaceae. Inga underarter finns listade i Catalogue of Life.